# Wisher
Wisher is een Frans-Italiaanse stripreeks die begonnen is in juni 2008 met Sébastien Latour als schrijver en Giulio De Vita als tekenaar.

## Albums
Alle albums zijn geschreven door Sébastien Latour, getekend door Giulio De Vita en uitgegeven door Le Lombard.
| Nummer | Titel                |
| ------ | -------------------- |
| 1      | Nigel                |
| 2      | Feeërieken           |
| 3      | Glee                 |
| 4      | Bolhoed en toverstaf |